# Rural Plains
Rural Plains est une maison dans le comté de Hanover, en Virginie, dans l'est des États-Unis. Partie du Richmond National Battlefield Park, elle est inscrite au Virginia Landmarks Register depuis le 18 mars 1975 et au Registre national des lieux historiques depuis le 5 juin 1975.